# Avanguardia (settimanale)
Avanguardia è stato il settimanale nazionale politico-culturale della Federazione Giovanile Comunista Italiana dal 1953 al 1956, diretto da Gianni Rodari.

## Storia
Il nome della testata è ripreso dal foglio che, nato nel 1907, è stato l'organo della Federazione Giovanile Comunista Italiana dal 1921, pubblicato anche clandestinamente durante il fascismo.
La rivista di 24 pagine si occupava, anche se schierato sulle posizioni del PCI, oltre che di politica, cultura, sport e spettacolo. Nasce dall'eredità di Pattuglia, il settimanale della Gioventù Democratica, l'organizzazione delle federazioni politiche giovanili italiane che si riconoscevano nella World Federation of Democratic Youth.
Le pubblicazioni hanno inizio il 13 dicembre 1953 e si concluderanno il 29 luglio 1956 dopo che la Direzione della FGCI vista «la mutata situazione interna e internazionale, le nuove prospettive di sviluppo del movimento democratico ed operaio italiano, il più elevato grado di maturità dei giovani comunisti pongono alla Federazione giovanile responsabilità nuove, la necessità di adeguarvi i propri strumenti di lavoro. Perciò la Direzione della FGCI ha ritenuto di porsi immediatamente al lavoro per dare alla FGCI un organo di stampa, un giornale di battaglia politica e ideale il quale, utilizzando le migliori esperienze di Pattuglia e Avanguardia».
Nasce così, non senza polemiche, Nuova Generazione settimanale dei giovani comunisti italiani.
Il Comitato Ricerca Associazione Pionieri (CRAP) ha contribuito alla ricerca e alla valorizzazione di tutti i documenti qui descritti.

## Progetto editoriale
Avanguardia, era un giornale di apprendimento e di indirizzo politico per gli iscritti alla FGCI. Diedero il loro contributo importanti intellettuali di sinistra, e non, della cultura italiana.
Nel comitato di redazione, troviamo firme come Gianni Rodari, Ugo Pecchioli, Marisa Musu, Sandro Curzi, Antonello Trombadori, Gian Carlo Pajetta, Luigi Amadei, Mario Socrate, Cesare Fredduzzi, Enzo Modica, Franco Di Tonto e Ruggero Zangrandi. Dal 1954 il redattore capo del periodico fu Michele Lalli.

### Il nuovo settimanale della Gioventù italiana
[...] Avanguardia nasce per aiutare i giovani alla scelta decisiva tra nuovo e vecchio, per accompagnarli nella loro lotta di ogni giorno alla conquista della vita; nasce per essere la loro voce ed un loro strumento di lotta contro ciò che vi è di vecchio nella società italiana e nel mondo, che soffoca le loro aspirazioni, che li deruba dei loro slanci [...]
Avanguardia nasce per portare l'appoggio dei giovani alla lotta per la cultura, contro il pregiudizio, contro l'oscurantismo. [...] I giovani che si riconoscono negli ideali della Resistenza e del socialismo; i giovani che vogliono vivere e non vegetare, trasformare il mondo e non lasciarsene schiacciare; i giovani che hanno fiducia nella loro gioventù e sanno sognare per la loro patria, per l'umanità giorni migliori. Questi giovani sanno che da oggi avanguardia è al loro fianco, come un amico fedele, un'arma, una bandiera.

### Avanguardia e la FGCI
Gianni Rodari, nel n. 21 del 22 maggio 1955, scrisse un articolo intitolato Il Congresso e “Avanguardia”, dal sottotitolo I problemi del giornale non debbono essere dibattuti soltanto da un ri-stretto gruppo di redattori o di dirigenti, ma da tutta l'organizzazione, dove si legge un manifesto per il congresso della FGCI del 1955. Nella firma Rodari scrive di sé «membro cand. della Dir. Naz. della Fgci.»

### Explicit
L'ultimo articolo, a firma del direttore Gianni Rodari, fu pubblicato nel n. 31 del 29 luglio 1956. Si legge «Avanguardia cessa le pubblicazioni, dopo aver tenuto fede, con un bilancio largamente positivo, al programma per cui era nata. Rievochiamo, in una rapida rassegna, la storia dei suoi centotrentasei numeri», dove viene fatto una rassegna della storia editoriale della rivista.